# Amateurismo marrón

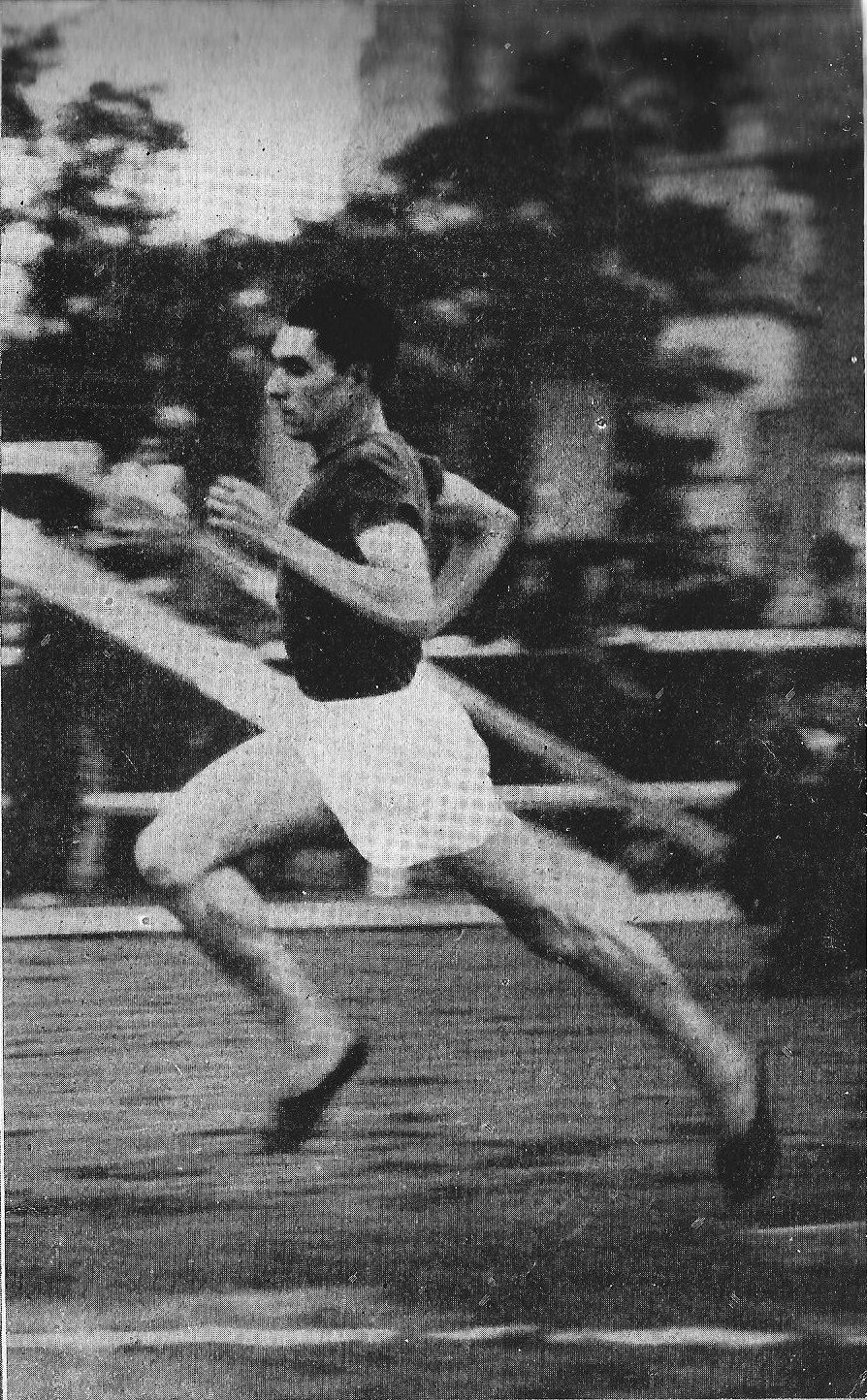
El atleta francés Jules Ladoumègue, quien fuera descalificado de por vida a causa del amateurismo marrón.

En el ámbito deportivo, se denomina amateurismo marrón, profesionalismo encubierto o profesionalismo marrón a la práctica ilícita que consiste en, de manera subrepticia, retribuir económicamente a una persona por practicar un deporte representando a un club, federación, organización deportiva, país, entidad  subnacional o de cualquier otra subdivisión geográfico-política, para que los represente en justas o competiciones en donde, reglamentariamente, solo están habilitados para participar los aficionados o amateurs, estando completamente vedados los deportistas profesionales.
Esta práctica fue muy habitual en los períodos inmediatamente anteriores al establecimiento formal de ligas profesionales en países de todo el mundo, siendo el principal antecedente y el desencadenante del establecimiento de normativas que regularizaron el deporte profesional. También tuvo una destacada importancia durante la existencia de la Unión Soviética y su bloque de países satélites.

## Historia

### Etimología
La expresión amateurismo marrón es utilizada tanto por autores franceses como los que escriben en idioma español. Si bien no es posible con certeza precisar su origen, se cree que derivaría de las palabras en  francés marron que significa ‘clandestino’ o marronnage que se traduce como ‘intrusismo profesional’, tal vez señalando que describe una operación poco clara o sucia.

### Orígenes
Durante el siglo XIX, al comenzar lentamente a difundirse la práctica de algunas disciplinas deportivas, sus inicios eran no profesionales, en razón del sentido ético que se pretendía con la difusión del deporte, que sería popularizado mediante los principios del barón Pierre Fredy de Coubertin, pedagogo e historiador francés, fundador de los Juegos olímpicos de la era moderna. Este trató de aislar a la utilización del dinero en el deporte en favor del «espectáculo deportivo» amateur. Las primeras federaciones deportivas internacionales concordarían con el credo del Comité Olímpico Internacional, que protege la pureza de la competición amateur sobre la competencia profesionalizada. Por ejemplo, la Federación Internacional de Atletismo Amateur, creada en 1912, estableció en su Constitución el principio del amateurismo (en 1982 abandonaría el concepto tradicional del amateurismo al revalorizar los elevados costos en recursos y tiempo que demanda el formar y mantener a un deportista de élite). 
La oposición al profesionalismo partía de la creencia de que solo el amateurismo representaba fielmente el espíritu deportivo, siendo la construcción colectiva altruista por antonomasia, y que hacerlo a cambio de dinero distorsiona los objetivos y convocaba a otros intereses, privilegiando las finalidades de beneficio económico al conformar una construcción colectiva “egoísta”, así, se interpretaba que parte esencial del juego limpio era mantener el amateurismo pues la búsqueda de lucro, propia del deportista profesional, promovía la práctica deportiva a cambio de ganancias o ventajas materiales y no por simple altruismo.
Como muchos de los orígenes de los deportes modernos tuvieron su primera base de practicantes en las clases más ricas de la población o en sus instituciones educativas, desde mediados del siglo XIX en Europa Occidental, la relación entre deporte y amateurismo fue sencilla en tanto se esperaba que la práctica deportiva se ejecutase sin afán de ganancia material y solamente por el placer de hacer deporte. Así el concepto de gentleman quedaba así unido al de "deportista" o sportsman pues el verdadero sportsman podría dedicar tiempo y esfuerzo al deporte sacrificando su fortuna personal, en el supuesto que disponía de mucho tiempo para una disciplina deportiva y no necesitaba ocupaciones lucrativas para subsistir. 
Esta idea privilegiaba al deporte como ocupación de personas lo bastante adineradas para costear su afición, y excluía al proletariado y la clase media de participar en el deporte, entendiendo que estos dos grupos sociales no podían dedicar mucho tiempo a prácticas deportivas -que no generaban lucro- sino que necesitaban ocupar su tiempo en ejecutar un trabajo remunerado. 

### Evolución
Un hecho conspiraría para generar las condiciones para el nacimiento del amateurismo marrón: la inevitable difusión del deporte en las clases sociales media y baja, lo que se tradujo en una participación creciente de deportistas de esos orígenes, y el consiguiente flujo económico que causó tal popularización. El hecho que el deporte requiriese gran habilidad física (más que intelectual) para su práctica, estimuló que aparecieran cada vez más deportistas talentosos y hábiles de origen proletario, a quienes la carencia de instrucción académica no les impedía destacar con gran talento en disciplinas deportivas.
La demanda del público, que acudía a los campos deportivos cada vez en mayor número a presenciar competencias y torneos de todo tipo, presionaba para que los dirigentes de los clubes de deportes intentasen retener en sus entidades a los mejores atletas. Si tales atletas carecían de riqueza personal, el público esperaba que los directivos procurasen algún beneficio material a estos atletas talentosos a cambio de permanecer en la entidad. La primera decisión -en muchos casos- fue eximir a los mejores deportistas del pago de cuotas sociales. Posteriormente se les proveyó gratuitamente de indumentaria no deportiva. Cuando esto empezó a ser poco, se recurrió a propuestas más sustanciales, como tentadoras ofertas de empleos simples pero muy bien pagados y que un atleta de clase obrera difícilmente rechazaría. 
Las decisiones anteriores eran el primer avance hacia la profesionalización plena de los deportistas la manera tradicional, último paso que se dio con los ofrecimientos directos de dinero a cambio de practicar deporte, lo cual, ante las crecientes exigencias de los atletas "estrellas" y la extensión de la práctica deportiva, así como la aparición de nuevos clubes deportivos de toda especie, representó abultadas cifras.
El problema es que las ligas deportivas aún continuaban aglutinando clubes formalmente amateurs, impidiendo la posibilidad de jugar a quienes obtenían una remuneración económica por practicar un deporte, admitiendo la participación solo de quien se dedica a la disciplina deportiva de manera amateur, es decir, obtenía su sustento económico de otras actividades. La necesidad de pagar salarios a los atletas y la imposibilidad formal de hacerlo abiertamente, por reglamento, dieron las condiciones para que se desarrollara la práctica del amateurismo marrón.
Durante muchos años este hecho fue un secreto a voces pues no se lo reconocía explícitamente, por el contrario, se expresaba formalmente un total amateurismo, por temor a las consecuencias legales y reglamentarias que traería aparejado el hacerlo público. Además, los clubes aprovechaban la aparente inexistencia de contratos laborales para evitar desembolsar pagos de seguridad social a sus atletas, que de otro modo deberían haber ejecutado.
En muchos casos, este estado de cosas desembocó en la escisión de las entidades, formándose en varios países una liga "profesional" con los clubes que decidían terminar con la anómala situación y admitir su profesionalismo, quedando en la "liga primitiva" los clubes que aún se reconocían como amateurs (aunque sea solo en apariencias). Generalmente estas últimas organizaciones -más débiles al no poder "contratar" abiertamente a los mejores deportistas- terminaron siendo absorbidas por las que reunían a los clubes profesionales. 
Mayormente a lo largo del siglo XX, este proceso ocurrió en casi todo el mundo y en todos los deportes más convocantes, aunque se produjo en épocas distintas. Por ejemplo, el fútbol comenzó a hacerse profesional en Gran Bretaña ya en el siglo XIX, mientras que en gran parte del mundo recién ocurrió durante las décadas de 1920 y 1930. En otros deportes se dio más tardíamente, por ejemplo en el rugby.

### Límites entre el amateurismo «marrón» respecto al genuino y al profesionalismo
La frontera entre lo que es y no es amateurismo marrón en ocasiones suele ser tenue, lo que genera conflictos en la legislación de un país (en la cual determinada situación es categorizada como retribución económica) y la de la asociación deportiva particular, la que puede ser más laxa. Generalmente se excluye la entrega de dinero como compensación de gastos, el que se otorga para equilibrar el desfasaje económico que al jugador le representa el desempeñarse solo como aficionado, o para contrarrestar el lucro cesante en su respectivo puesto de trabajo que ocurre al tener que abandonarlo por el período de tiempo dedicado a un torneo deportivo extraordinario. Ejemplos "fronterizos" son las remuneraciones muy pequeñas para jugadores de divisiones inferiores o premios pecuniarios casi insignificantes como recompensa por partidos ganados.

### El amateurismo marrón en enfrentamientos internacionales
Un rol importante para acabar con el amateurismo marrón fue la presión que ejercieron los presidentes de las organizaciones deportivas de algunos países (como el Reino Unido) sobre los dirigentes de federaciones internacionales. Surgía el problema cuando, para competir en un campeonato internacional, una asociación formaba selecciones compuestas solo por amateurs, prescindiendo de sus profesionales para cumplir con las exigencias del reglamento, pero otra asociación alineaba un equipo integrado por jugadores que vivían del "amateurismo marrón", con lo cual esta última selección gozaba de una evidente ventaja deportiva. Esto comprometía la limpieza del torneo y el prestigio de los campeones quedaba en entredicho por calificarse falsamente de "amateurs". De allí que finalmente el problema se resolvió parcialmente al crear competiciones para selecciones genuinamente absolutas donde pueda competir atletas profesionales, manteniendo a otras donde solamente puedan competir amateurs. 
Un ejemplo de esto ocurrió con el fútbol. Cuando el amateurismo marrón contaminó seriamente el certamen correspondiente a los Juegos olímpicos, se forzó a la creación de un campeonato del mundo sin restricciones, abierto a todos los jugadores (amateurs o profesionales): la Copa Mundial de Fútbol patrocinado por la FIFA y no por el Comité Olímpico Internacional. A partir de la década de 1980 el COI empezó a relajar sus reglas respecto del amateurismo, permitiendo que en los torneos de fútbol de los Juegos Olímpicos participaran algunos deportistas profesionales, al advertir que el talento de éstos resultaba muy superior al de sus colegas aficionados, y que una competición deportiva seria no podría dejar de lado a los mejores deportistas de una disciplina, así éstos perciban un pago por su actividad.

### El combate al amateurismo marrón
El amateurismo marrón se ha combatido de manera dispar según los deportes y las épocas. Frecuentemente se castigaba a algunos deportistas para que la acción sirviese como ejemplo. El caso más conocido de un atleta condenado por amateurismo marrón fue el del francés Jules Ladoumègue, descalificado de por vida por la Federación francesa de atletismo tras cobrar dinero por practicar deporte poco antes de ganar el primer lugar en las Olimpiadas de Ámsterdam de 1928
Un caso relacionado, si bien distinto al amateurismo marrón y claramente ligado con el racismo, fue el del atleta estadounidense  (con ascendencia indígena americana) Jim Thorpe, un versátil deportista el cual, poco después de ganar dos medallas de oro olímpicas en los Juegos de Estocolmo de 1912 en pentatlón y decatlón, fue descalificado de por vida y obligado a devolver sus medallas tras descubrirse que había cobrado por jugar dos temporadas en ligas menores de béisbol antes de competir en los Juegos Olímpicos, violando de este modo las reglas del estatuto del amateurismo, el COI no aceptó devolver a Thorpe sus títulos olímpicos sino hasta 1983, treinta años después de su muerte.
Desde casi sus inicios el Comité Olímpico Internacional postulaba que los Juegos Olímpicos solamente aceptasen la participación de deportistas amateurs, y esta regla se mantuvo dentro de las competiciones olímpicas durante décadas, siendo que el COI castigaba severamente a los atletas de cualquier disciplina que practicasen deporte profesional en simultáneo a su participación en los torneos olímpicos. De hecho, esta política motivó que uno de los deportes más populares del planeta a inicios del siglo XX, el fútbol, planteara sus primeras competiciones internaciones con deportistas pagados y en el Congreso de la FIFA de 1928 se proyectara un primer torneo de alcance mundial, abierto a todos los equipos nacionales y -sobre todo- admitiendo a jugadores profesionales. 
Esto se expresaría en el Mundial de fútbol de 1930 en Uruguay, tras el cual los torneos olímpicos de fútbol perderían trascendencia en tanto los mejores futbolistas del mundo -casi ninguno de ellos amateur- estaban prohibidos de participar en las Olimpiadas pero mostrarían su talento en los sucesivos mundiales de fútbol. No sería sino hasta la década de 1980 que el COI relajaría su posición, hasta permitir la participación de jugadores profesionales en el torneo futbolístico de las Olimpiadas de 1992.

### El amateurismo marrón en países comunistas
Tanto la Unión Soviética como sus aliados del Pacto de Varsovia y el COMECON desarrollaron destacados deportistas individuales o muy destacados equipos que representaban la expresión de su máximo potencial deportivo. Por motivos socioeconómicos tales deportistas eran obligadamente “amateurs”, y de hecho la economía planificada de los países comunistas impedía que sus atletas dependieran de un inexistente mercado de salarios deportivos, y menos de la publicidad comercial, pero con ellos se practicaba amateurismo marrón a gran escala. 
En tanto las economías de estos países eran dominadas por el Estado conforme al esquema económico del marxismo, la autoridad estatal controlaba el mercado laboral y el acceso a bienes y servicios, así el Estado recompensaba a los deportistas más destacados con facilidades para vivienda gratuita, becas estudiantiles permanentes, o empleos muy poco exigentes en la burocracia o las fuerzas armadas, sin ninguna dificultad para obtener licencias laborales pagadas por tiempo indefinido. Tales ventajas les permitían a sus atletas de facto dedicarse casi exclusivamente a la práctica de su especialidad deportiva gracias a que el Estado subvencionaba su preparación y entrenamiento.
Estos deportistas se enfrentaban en Juegos Olímpicos y demás torneos internacionales contra competidores extranjeros genuinamente aficionados pero que, viviendo en economías capitalistas, no gozaban de tales apoyos gubernamentales ni de patrocinio estatal, por lo cual las diferencias en entrenamiento entre ambos grupos eran apreciables. Asimismo, el amateurismo marrón se practicaba tanto con un objetivo puesto más allá de las fronteras —para utilizar al deporte como propaganda política— así como por motivos de orden interno —para exaltar el nacionalismo—.

### El amateurismo marrón en las distintas naciones
El problema del amateurismo marrón se extendió en gran parte del mundo, en especial en donde se practicaban deportes populares. En las competencias o ligas nacionales, la transición del amateurismo verdadero hacia el profesionalismo pleno y oficial se dio generalmente salpicado por un periodo de amateurismo marrón, lo que provocaba conflictos dentro y fuera de los clubes, ocultamientos, suspicacias, denuncias, escisiones de parte de las federaciones con campeonatos paralelos, etc., lo que llevaba a un estado de cosas que hacía forzoso el reconocimiento formal del juego rentado, legalización que se obtendría mediante reformas estructurales de los estatutos. 

#### Argentina
En el caso del fútbol, en Argentina se comenzó a hablar del amateurismo marrón en la década de 1910, y se masificó durante la década de 1920. Este deporte había adquirido gran popularidad, por lo que los estadios recibían gran cantidad de público que pagaba por entrar, lográndose obtener recaudaciones muy abultadas cuando se enfrentaban los equipos más populares, consecuencia de la enorme expectativa que se generaba. 
Esto suscitaba un importante negocio económico para los clubes, por lo que conformar y retener un plantel poderoso era vital para continuar atrayendo espectadores. Como todavía en esa época el amateurismo aún era regla obligada, las retribuciones a los jugadores se hacían de manera solapada, si bien era por todos conocido e incluso la prensa se hacía eco de los rumores e intentaba sacar a la luz el engaño. Por ejemplo, publicando una entrevista de un periodista a un dirigente:  

—«Usted que es dirigente, dígame, ¿cuál es el club que mejor paga a sus jugadores?»

—«No puedo, esas cosas no se dicen.»

—«Pero nómbreme, aunque más no sea, las iniciales.»

—«Si se conforma con eso, anote: Boca paga 100 pesos por domingo a sus jugadores; Racing, 80; River, 75 y San Lorenzo, 70.»

—«¿Y ustedes como se arreglan?.»

—«Me ofende caballero, usted sabe que somos decentes. Hacemos amateurismo absoluto».

La "Asociación Amateurs Argentina de Football", nacida con la fusión en el año 1919 de las dos entidades del fútbol argentino, volvió a escindirse en 1931 al crearse la primera liga profesional del fútbol argentino, la "Liga Argentina de Football", la amateur terminaría por languidecer y ser finalmente absorbida por la profesional, cerrando la etapa de amateurismo marrón del fútbol de ese país.

#### Uruguay
En el caso del fútbol, en Uruguay el amateurismo marrón ya se presentaba por lo menos desde el año 1907. Los principales equipos del país mantenían a planteles de profesionales, a quienes se les erogaba sus salarios de manera oculta, para poder así eludir las normativas que lo impedían.
Los dirigentes sostenían a los jugadores en sus clubes a cambio de dinero, regalos y empleos. Para los más destacados clubes (Nacional y Peñarol) los recursos asignados a esos destinos representaban porciones apreciables de sus presupuestos anuales.
Los clubes competían entre sí sobre quién lograba dar mayores recompensas a las máximas estrellas, arrebatándoselas al rival. Por ejemplo, en el año 1914 Peñarol había salido hacía poco tiempo de la matriz empresarial, por lo que tenía para ofrecerles a sus estrellas poco dinero, pocos incentivos y pocos empleos, lo que coadyuvó a que otros equipos las capten, como ocurrió con Nacional al lograr el pase de Carlos Scarone.
En el club Peñarol el amateurismo puro finalizó en 1907, año en que comenzaron los pagos a los jugadores mediante el amateurismo marrón. El inicio fue motivado por el reclamo de los futbolistas de que el club les otorgue calzado deportivo, indumentaria y una remuneración de $ 0,50 por cada medio día que insumía la práctica.
Para mayo de 1914 Peñarol pagaba a cada jugador $ 1 por asistir a las prácticas de la tarde. Como eso era poco comparado con lo que pagaba Nacional, se decidió además darles a cada uno $ 2 luego de cada partido.
El propio presidente de Nacional de aquella época —el doctor José María Delgado— reconoció que también su club se conducía mediante el amateurismo marrón:

«aquella fue [...] la época medieval de nuestro football, la del amateurismo marrón. Quien más quien menos contendía con el puñal escondido bajo el poncho.»

La polémica pública sobre el profesionalismo oculto finalizaría luego de 2 décadas al producirse su legalización en el año 1932, lo que pondría fin al amateurismo marrón en el fútbol uruguayo.